# 4085 Weir
A 4085 Weir (ideiglenes jelöléssel 1985 JR) a Naprendszer kisbolygóövében található aszteroida. Carolyn Shoemaker fedezte fel 1985. május 13-án.